# Eumée
Dans l’Odyssée, Eumée (en grec ancien : Εὔμαιος / Eúmaios) est le porcher d'Ulysse et de son père Laërte.

## Sa vie
Eumée est prince de naissance : son père Ctésios, lui-même fils d'Orménos, était roi de l'île de Syra, l'une des Cyclades, ou l'île appelée Girba par Aurelius Victor. Une esclave phénicienne originaire de Sidon de la maison de Ctésios, embarquée sur un navire, fuira en emportant avec elle Eumée encore enfant ; elle décédera une semaine plus tard. Eumée sera vendu à Laërte, roi d'Ithaque. Il se verra confier les porcs du roi, qu'il protégera de la convoitise des bandits.

## Le retour d'Ulysse

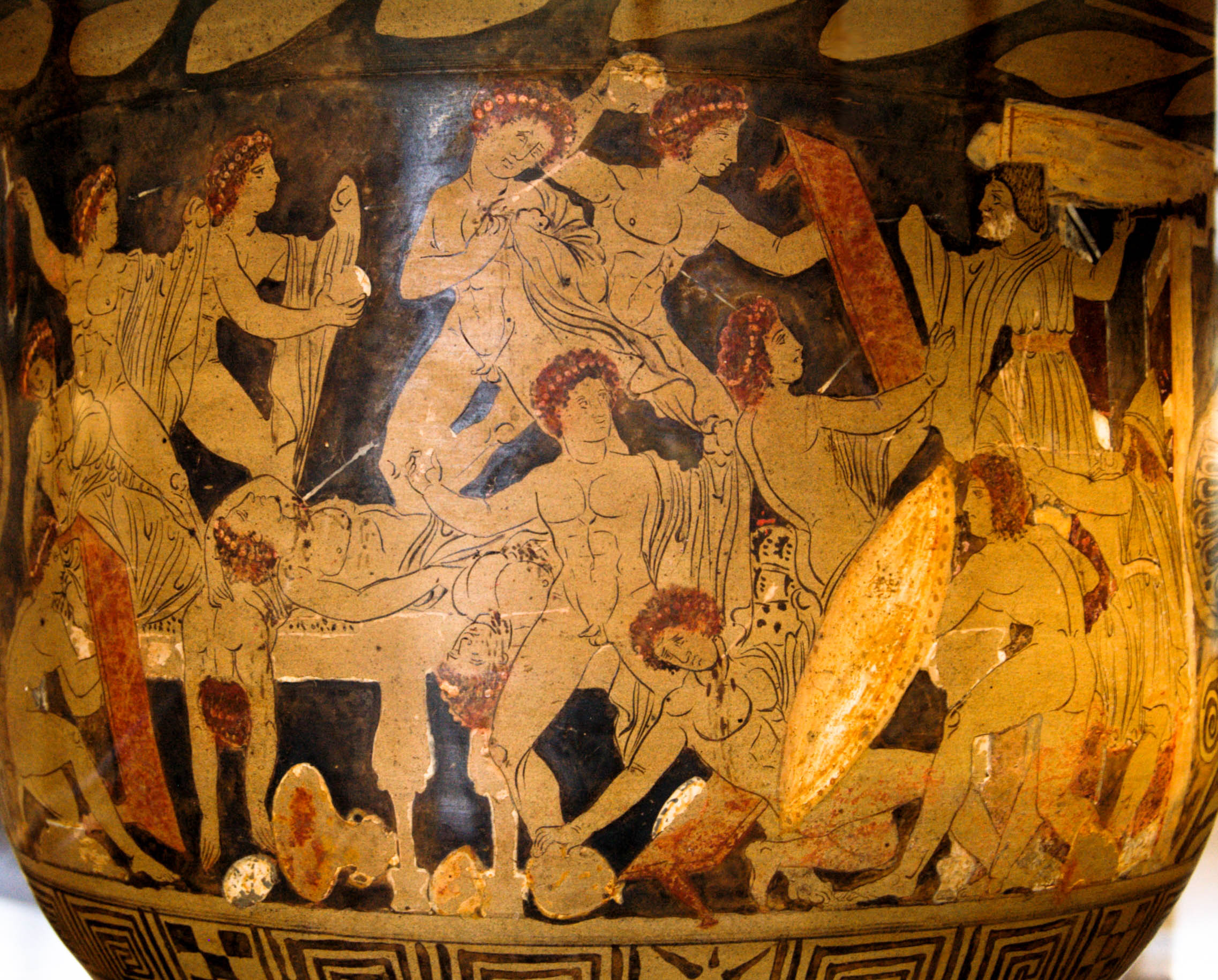
Massacre des prétendants : à droite, Eumée, Ulysse et Télémaque. cratère campanien à figures rouges,, musée du Louvre (CA 7124)

Laërte, roi d'Ithaque, est le père d'Ulysse. Il vivait encore au retour d'Ulysse à Ithaque et l'aida, avec Eumée, à reprendre possession de son royaume. Plus précisément, Ulysse, à son retour, se présente déguisé en mendiant à Eumée, qui le reçoit chaleureusement. C'est dans sa cabane qu'Ulysse révèle à son fils Télémaque sa véritable identité. Le porcher aidera ensuite Ulysse à vaincre les prétendants de son épouse Pénélope, dans la grande salle du palais royal d'Ithaque.